# Henrik Oja
Johan Henrik Oja, född 21 november 1972 i Skellefteå, är en svensk musiker och producent. 

## Biografi

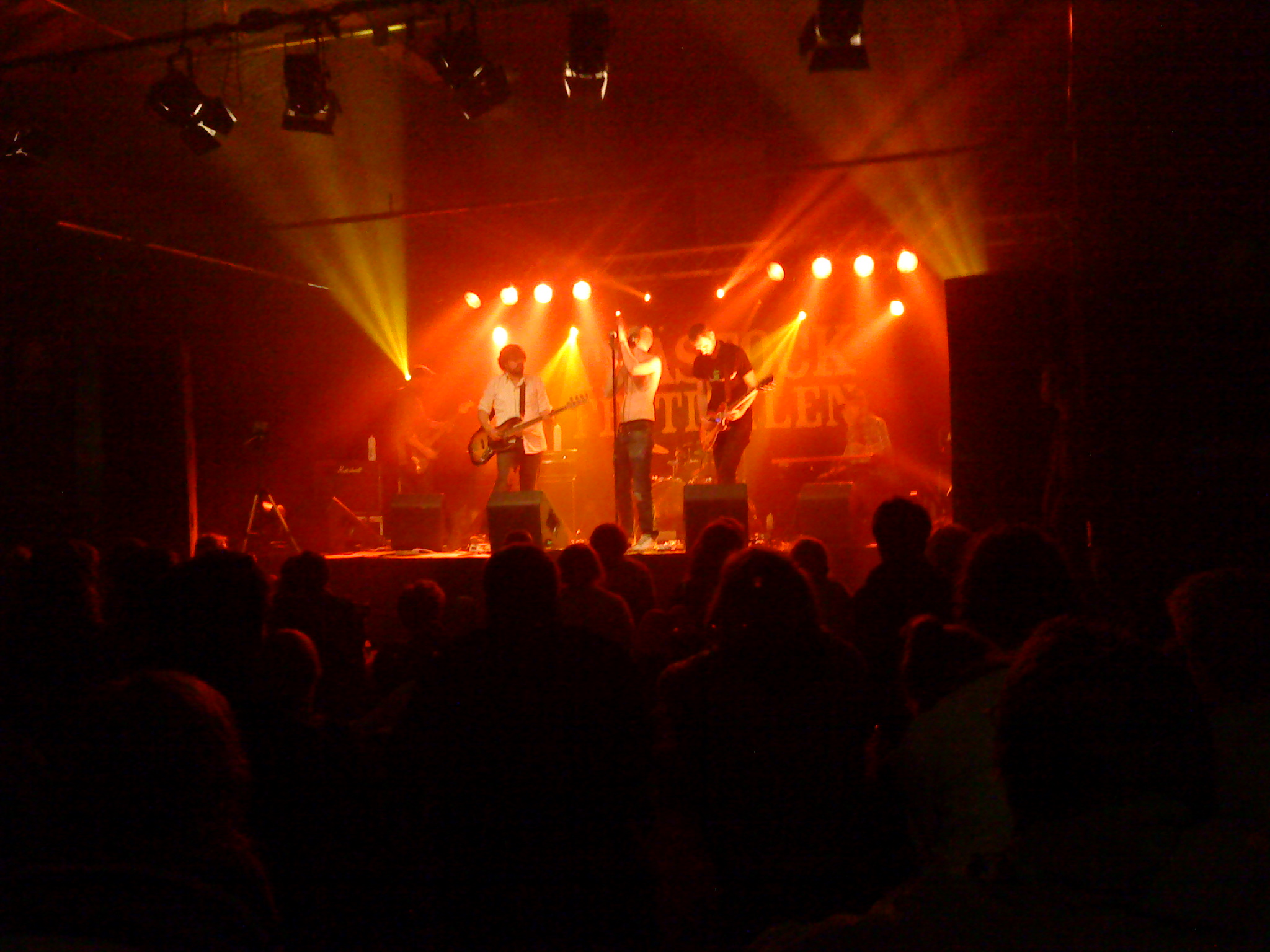
Henrik Oja (t.v.) när han spelar med The Spacious Mind på Trästockfestivalen 2009.

Oja är uppvuxen på Alhem i Skellefteå men bor i Umeå, där han driver studion Second Home tillsammans med Mats Hammarström (från Isolation Years). I början på 1990-talet var han, då under sitt nom de guerre Alhem Yttling, sångare och låtskrivare i skelleftebandet Garp, där låten "Hon är så mycket” från debut-EP:n Faller en faller alla, två veckor i rad var bland de tio mest spelade sångerna i P3. Mot slutet av 1990-talet bildade han popbandet Heed (ej att förväxla med metalbandet Heed), som 1999 fick stort genomslag när låten "Seldom Seen" användes i reklam för Ramlösa.
Oja har producerat musik till David Sandström, The Perishers, The Vectors, Dynamo Chapel, Väärt, kinesiska post-punk-bandet P.K.14 och 2009 års julkalender Superhjältejul, men är idag mest känd för sitt samarbete med Säkert!, där han både spelar, producerar och skriver musik. Oja spelar själv mestadels gitarr, men är även sångare.
Oja har, tillsammans med folkmusikern och violinisten Frida Johansson, komponerat soundtracket till tv-spelet Unravel, som släpptes 2016.
Förutom melodier influerade av västerbottnisk folkmusik har traditionella folkmusiklåtar från Västerbotten flätats in.

## Bandografi
- Vilhelm Fort
- Garp
- Heed (popband)
- The Spacious Mind
- Moon Trotskij
- Mullhippiar Neffsonsson
- Honungsvägen [6]
- Unroyal